# Alphonse Richard Hoge
Alphonse Richard Hoge est un herpétologiste belge, né le 5 septembre 1912 à Cacequi, Rio Grande do Sul (Brésil) et mort le 25 décembre 1982 à São Paulo.

## Biographie
Il naît au Brésil, car son père, ingénieur, travaillait à la construction de ponts. À partir de 1913, sa famille retourne à Gand. Il fréquente l’université de Gand de 1929 à 1934 où il étudie la médecine et les sciences. Il devient l’assistant de Georges Bobeau de la Faculté de médecine où il étudie l’utilisation du venin de serpents pour stopper la croissance des cellules cancéreuses. Il part au Brésil en 1939 et rejoint l’Institut Butantan en 1946, il y prend la direction du service de biologie en 1969 jusqu’à son départ à la retraite en 1982. Il meurt d’une erreur médicale.
Hoge s’intéresse notamment à la vipère Bothrops insularis, cette espèce découverte par son collègue Afrânio Pompílio Gastos do Amaral (1894-1982), présente un grand nombre d’individus intersexués, phénomène qu’Hoge étudie à plusieurs reprises.

## Source
- Kraig Adler (1989). Contributions to the History of Herpetology, Society for the study of amphibians and reptiles : 202 p.  (ISBN 0-916984-19-2)